# Barynema costatum
Barynema costatum är en nattsländeart som beskrevs av Banks 1939. Barynema costatum ingår i släktet Barynema och familjen böjrörsnattsländor. Inga underarter finns listade i Catalogue of Life.